# Miedza (Zbiersk)
Miedza – przysiółek wsi Zbiersk w Polsce, położony w województwie wielkopolskim, w powiecie kaliskim, w gminie Stawiszyn.
W latach 1975–1998 przysiółek administracyjnie należał do województwa kaliskiego.